# Стара пошта у Сомбору
Стара пошта у Сомбору је једна од најстаријих кућа у граду, у којој је у 17. веку била смештена турска општина, а у 18. веку прва званична пошта. Представља непокретно културно добро као споменик културе од великог значаја.

## Изглед
Кућа је четвороугаоне основе, грађена од набоја са дебелим зидовима покривена је пирамидалним кровом од црепа високим 4–5 m. Једноставне фасаде без декорације, са високим соклом и четири правоугаона прозора, ова приземна кућа се својим изгледом издваја из урбаног миљеа града. Упркос преправкама и адаптацији ентеријера, задржала је аутентични спољни изглед сврставајући се у ретке сачуване примере стамбене архитектуре из турског периода.